# Golden Globe 1960
La 17ª edizione della cerimonia di premiazione dei Golden Globe si è tenuta il 10 marzo 1960 al Cocoanut Grove dell'Ambassador Hotel di Los Angeles, California.

## Premi per il cinema
Vengono di seguito indicati in grassetto i vincitori. Ove ricorrente e disponibile, viene indicato il titolo in lingua italiana e quello in lingua originale tra parentesi.

### Miglior film drammatico
- Ben-Hur, regia di William Wyler
- Anatomia di un omicidio (Anatomy of a Murder), regia di Otto Preminger
- Il diario di Anna Frank (The Diary of Anne Frank), regia di George Stevens
- La storia di una monaca (The Nun's Story), regia di Fred Zinnemann
- L'ultima spiaggia (On the Beach), regia di Stanley Kramer

### Miglior film commedia
- A qualcuno piace caldo (Some Like It Hot), regia di Billy Wilder
- Chi era quella signora? (Who Was That Lady?), regia di George Sidney
- Ma non per me (But Not for Me), regia di Walter Lang
- Operazione sottoveste (Operation Petticoat), regia di Blake Edwards
- Il letto racconta... (Pillow Talk), regia di Michael Gordon

### Miglior film musicale
- Porgy and Bess, regia di Otto Preminger
- I cinque penny (The Five Pennies), regia di Melville Shavelson
- Dinne una per me (Say One for Me), regia di Frank Tashlin
- La moglie sconosciuta (A Private's Affair), regia di Raoul Walsh
- Il villaggio più pazzo del mondo (Li'l Abner), regia di Melvin Frank

### Miglior film promotore di Amicizia Internazionale
- Il diario di Anna Frank (The Diary of Anne Frank), regia di George Stevens
- L'orma del gigante (Take a Giant Step), regia di Fred Zinnemann
- La storia di una monaca (The Nun's Story), regia di Fred Zinnemann
- Strategia di una rapina (Odds Against Tomorrow), regia di Robert Wise
- L'ultima spiaggia (On the Beach), regia di Stanley Kramer

### Miglior regista
- William Wyler - Ben-Hur
- Stanley Kramer - L'ultima spiaggia (On the Beach)
- Otto Preminger - Anatomia di un omicidio (Anatomy of a Murder)
- George Stevens - Il diario di Anna Frank (The Diary of Anne Frank)
- Fred Zinnemann - La storia di una monaca (The Nun's Story)

### Miglior attore in un film drammatico
- Anthony Franciosa - Il prezzo del successo (Career)
- Richard Burton - I giovani arrabbiati (Look Back in Anger)
- Charlton Heston - Ben-Hur
- Fredric March - Nel mezzo della notte (Middle of the Night)
- Joseph Schildkraut - Il diario di Anna Frank (The Diary of Anne Frank)

### Migliore attrice in un film drammatico
- Elizabeth Taylor - Improvvisamente, l'estate scorsa (Suddenly, Last Summer)
- Audrey Hepburn - La storia di una monaca (The Nun's Story)
- Katharine Hepburn - Improvvisamente, l'estate scorsa (Suddenly, Last Summer)
- Lee Remick - Anatomia di un omicidio (Anatomy of a Murder)
- Simone Signoret - La strada dei quartieri alti (Room at the Top)

### Miglior attore in un film commedia o musicale
- Jack Lemmon - A qualcuno piace caldo (Some Like It Hot)
- Clark Gable - Ma non per me (But Not for Me)
- Cary Grant - Operazione sottoveste (Operation Petticoat)
- Dean Martin - Chi era quella signora? (Who Was That Lady?)
- Sidney Poitier - Porgy and Bess

### Migliore attrice in un film commedia o musicale
- Marilyn Monroe - A qualcuno piace caldo (Some Like It Hot)
- Dorothy Dandridge - Porgy and Bess
- Doris Day - Il letto racconta... (Pillow Talk)
- Shirley MacLaine - Tutte le ragazze lo sanno (Ask Any Girl)
- Lilli Palmer - Ma non per me (But Not for Me)

### Miglior attore non protagonista
- Stephen Boyd - Ben-Hur
- Fred Astaire - L'ultima spiaggia (On the Beach)
- Tony Randall - Il letto racconta... (Pillow Talk)
- Robert Vaughn - I segreti di Filadelfia (The Young Philadelphians)
- Joseph N. Welch - Anatomia di un omicidio (Anatomy of a Murder)

### Migliore attrice non protagonista
- Susan Kohner - Lo specchio della vita (Imitation of Life)
- Edith Evans - La storia di una monaca (The Nun's Story)
- Estelle Hemsley - L'orma del gigante (Take a Giant Step)
- Juanita Moore - Lo specchio della vita (Imitation of Life)
- Shelley Winters - Il diario di Anna Frank (The Diary of Anne Frank)

### Migliore attore debuttante
- Barry Coe
- Troy Donahue
- George Hamilton
- James Shigeta
- Michael Callan

### Migliore attrice debuttante
- Angie Dickinson
- Janet Munro
- Stella Stevens
- Tuesday Weld
- Diane Baker

### Migliore colonna sonora originale
- Ernest Gold - L'ultima spiaggia (On the Beach)

### Miglior film straniero
- Orfeo negro (Orfeu Negro), regia di Marcel Camus (Francia)
- La chiave (Kagi), regia di Kon Ichikawa (Giappone)
- Finalmente l'alba (Wir Wunderkinder), regia di Kurt Hoffmann (Germania Ovest)
- Il ponte (Die Brücke), regia di Bernhard Wicki (Germania Ovest)
- Il posto delle fragole (Smultronstället), regia di Ingmar Bergman (Svezia)

## Premi per la televisione

### Premio televisivo
- Edward R. Murrow

## Premi onorari
- Samuel Goldwyn International Award: La strada dei quartieri alti (Room at the Top), regia di Kurt Hoffmann
- Golden Globe alla carriera: Bing Crosby
- Golden Globe Speciale
  - Il film La storia di una monaca (The Nun's Story), regia di Fred Zinnemann
  - Francis X. Bushman per una delle più celebri star del muto
  - Ramón Novarro per una delle più celebri star del muto
  - Andrew Marton per aver diretto la scena della corsa delle bighe in Ben-Hur
  - Hedda Hopper giornalista
  - Louella Parsons giornalista

- Henrietta Award
  - Il migliore attore del mondo: Rock Hudson
  - La miglior attrice del mondo: Doris Day